# Scribonia viaria
Scribonia viaria va ser una antiga llei romana establerta l'any 49 aC sota els cònsols Luci Emili Paule i Gai Claudi Marcel a proposta del tribú de la plebs Luci Escriboni. Era una llei de les anomenades Agrariae. Establia la reparació de camins i pel seu finançament determinava una vectigàlia pel pas de vehicles, carros de guerra i carruatges particulars, cadires de mà i altres que transitaven pels camins. Sembla que també parlava dels camins privats i possiblement es referia a la usucapió, o adquisició d'una propietat pel simple dret d'ocupació. Per això es va confondre de vegades amb la llei Scribonia de usucapionibus.